# Esquina Heidmann
Esquina Heidmann é um distrito do município brasileiro de Ijuí, no estado do Rio Grande do Sul. É o distrito mais novo do município, sendo criado em 2013, desmembrado do distrito de Barreiro